# Антоний (Марценко)
Архиепи́скоп Анто́ний (в миру Алекса́ндр Фра́нцевич Марце́нко; 12 (24) марта 1887, Одесса, Российская империя — 18 декабря 1954, СССР) — архиерей в юрисдикции как Польской православной церкви, так и Русской православной церкви, архиепископ Тульский и Белёвский.

## Биография
Родители — Франц Никодимович и София Савельевна Марценко, приехавшие в Одессу незадолго до рождения сына из Каменец-Подольской губернии. В 1889 году отец умер, оставив семью с пятью детьми на попечение матери. Девяти лет был отдан в школу, затем в 6-классное городское училище имени Эфрусси.
Окончил Одесскую духовную семинарию (1910) и Санкт-Петербургскую духовную академию со степенью кандидата богословия (1914). Принял монашество в городе Калуге (1912). Иеродиакон (1912). Иеромонах (1913).
С 1914 года служил в Урмийской духовной миссии.
В 1915 году — насельник Глинской пустыни. Преподаватель и помощник инспектора Ставропольской духовной семинарии (1916). Благочинный монастырей Ставропольской епархии.
В марте 1919 году возведён в сан архимандрита и назначен настоятелем Пинского Братского Богоявленского мужского монастыря. В мае Временным высшим церковным управлением на Юго-Востоке России назначен полковым священником и благочинным кавалерийского корпуса в Белой армии.
В 1920 году эмигрировал в Сербию.
В 1922 году переехал в Польшу и назначен настоятелем Александро-Невского кафедрального собора в Варшаве и председателем Варшавской духовной консистории. Настоятель Виленского Свято-Духова монастыря и председатель Виленской духовной консистории (1922).

## Архиерейское служение
25 февраля 1923 года хиротонисан архиепископом Волынским и Кременецким Дионисием (Валединским) во епископа Люблинского, викария Варшавско-Холмской епархии в составе автономной Польской митрополии, принадлежащей к Русской православной церкви (по другим сведениям, в 1925 — во епископа Камень-Каширского). С 13 ноября 1924 года — в юрисдикции Польской православной церкви, после дарования патриаршего томоса о признании автокефалии этой структуры. 
В 1924 году был назначен ректором Виленской духовной семинарии, а в 1926 году — Волынской духовной семинарии. В 1926 году уволен из семинарии как противник полонизации духовных школ. С 1928 года на покое, проживал в Милецком монастыре Варшавско-Холмской епархии.
С 1930 года — епископ Камень-Каширский, викарий Пинско-Полесской епархии. В 1931 году принёс присягу о лояльности Польскому государству.
21 сентября 1933 года рукоположил в сан иеродиакона монаха Иосифа (Головатюка), в будущем преподобного Амфилохия Почаевского.
Епископ Гродненский (1934 (по другим данным, 1935), затем снова Камень-Каширский (1937).
25 июня 1940 года через покаяние был принят в Русскую православную церковь архиепископом Волынским и Луцким Николаем Ярушевичем, экзархом западных областей; викарий Волынской епархии с прежним титулом. 24 марта 1941 года возведён в сан архиепископа
18 августа 1941 года по приглашению архиепископа Волынского Алексия (Громадского) он участвовал в совещании православных епископов Украины, проходившем в Почаевской лавре и вошёл в состав Украинской автономной православной церкви Московского патриархата. 22 августа архиепископом Алексием (Громадским) назначен на Херсонскую и Николаевскую кафедру, которую занимал до марта 1944 года.
Затем после непродолжительного пребывания в Румынии вернулся в Чехословакию и служил в русском храме во имя апостолов Петра и Павла в Карловых Варах. 19 октября 1945 года находившийся в то время в Карловых Варах представитель патриарха Московского и всея Руси Алексия I епископ Херсонский Фотий (Тапиро) назначил Антония временно исполняющим обязанности настоятеля Петропавловского храма.
С 17 января 1946 года — архиепископ Орловский и Брянский, с 19 июля — Тульский и Белёвский.
Некоторые сведения о его жизни можно узнать из отчётов, которые направлялись в Совет по делам РПЦ уполномоченными по Тульской области. За этими неглубокими, иногда злобными сообщениями вырисовывается образ смелого и неординарного человека. Сразу после своего назначения с разрешения властей он провёл епархиальный съезд настоятелей Тульской епархии (который не собирался более 30 лет). На нём, кроме текущих вопросов о богослужебном уставе и общем церковном пении, обсуждались проблемы миссионерско-проповеднической деятельности священнослужителей. По свидетельству участников, съезд был чрезвычайно полезен и очень сплотил епархиальное духовенство. Архиепископ Антоний был человек скромной и строгой жизни, никогда не стремился к комфорту — условия существования в Туле были довольно непростые. Вёл непримиримую войну с представителями духовенства, компрометировавшими церковь в глазах прихожан своим недостойным поведением. Несмотря на явный недостаток в священниках, архиепископ Антоний за подобные действия отстранял виновных от службы. Уполномоченный по делам религии Князев неоднократно сообщал о «пристрастии» архиепископа Антония к «зарубежным радиостанциям»: в некоторые дни тот специально спешил домой, чтобы прослушать передачу радиостанции «Свобода». Уполномоченный сообщал, что архиепископ Антоний покровительствовал священникам, подвергавшимся тюремному заключению, давая им приходы, расположенные ближе к Туле.
3 декабря 1951 года был арестован. Причина ареста архиепископа Антония до сих пор не установлена точно.
1 апреля 1952 года освобождён от управления епархией. 4 июня 1952 года приговором военного трибунала войск МГБ Тульской области он был признан виновным по статьям 54-1а и 54-10 Уголовного кодекса УССР и приговорён к 25 годам лишения свободы с конфискацией имущества, «для отбывания наказания был направлен в Озерный лагерь МВД СССР (г. Тайшет Иркутской области)», где и умер.
Скончался 18 декабря 1954 года.